# Liga Nacional de Polo Aquático (Brasil)
Entre 2008 e 2015, a Liga Nacional de Pólo Aquático foi um torneio organizado pela Confederação Brasileira de Desportos Aquáticos (CBDA) que passou a ser disputada a partir de 2008. A competição sucedeu ao Troféu João Havelange, disputado até 2007, que era também chamado de Campeonato Brasileiro de Pólo Aquático. No feminino, chamava-se Troféu Olga Pinciroli, que substituiu a partir de 2009 o Troféu João Havelange.
A Liga foi inicialmente concebida exclusivamente com equipes de São Paulo e do Rio de Janeiro. Entre as equipes que disputaram as primeiras edições do torneio, três eram paulistas - Esporte Clube Pinheiros, Club Athlético Paulistano e Clube Paineiras do Morumby - e cinco eram cariocas - Fluminense Football Club, Clube de Regatas Flamengo, Botafogo de Futebol e Regatas, Tijuca Tênis Clube e Clube de Regatas Guanabara.
Paralelamente, uma outra competição nacional foi a Taça Brasil de Polo Aquático, disputada entre 1985 e 2014 no masculino e entre 2002 e 2015 no feminino.
A partir 2016 a Liga Nacional de Polo Aquático passou a ser organizada pela Liga PAB, liga de clubes independente da CBDA.

## Liga PAB
Em 2016 dez clubes criaram a Liga PAB (Polo Aquático Brasil) e substituíram a CBDA na organização da principal competição de polo aquático nacional no masculino e no feminino. Para constituir a PAB, os clubes se inspiraram no NBB, também administrado por uma associação independente da CBB (confederação brasileira), a Liga Nacional de Basquete – que, inclusive, deu consultoria para os dissidentes do polo aquático.
Os 10 clubes fundadores da PAB foram: Associação Brasileira a Hebraica (SP), Clube Jundiaiense, de Jundiaí (SP), Clube Internacional de Regatas, de Santos (SP), Clube de Regatas Flamengo (RJ), Fluminense Football Club (RJ), Club Athlético Paulistano (SP), Esporte Clube Pinheiros (SP), Tijuca Tênis Clube (RJ), Clube Paineiras do Morumbi (SP) e SESI (SP).
Atualmente a Liga PAB organiza os campeonatos nacionais de polo aquático em todas as categorias (sub14, sub16, sub18, sub20 e adultos), nos naipes masculino e feminino.

## CAMPEÕES no MASCULINO

### Troféu João Havelange
| Ano  | Campeão    |
| ---- | ---------- |
| 1994 | Flamengo   |
| 1995 | Botafogo   |
| 1996 | Botafogo   |
| 1997 | Fluminense |
| 1998 | Fluminense |
| 1999 | Fluminense |
| 2000 | Fluminense |
| 2001 | Fluminense |
| 2002 | Guanabara  |
| 2003 | Fluminense |
| 2004 | Pinheiros  |
| 2005 | Botafogo   |
| 2006 | Fluminense |
| 2007 | Pinheiros  |

### Liga Nacional
| Ano  | Campeão    | Vice-campeão | Semifinalistas        |
| ---- | ---------- | ------------ | --------------------- |
| 2008 | Pinheiros  | Fluminense   | Botafogo Flamengo     |
| 2009 | Pinheiros  | Fluminense   | Botafogo Paineiras    |
| 2010 | Pinheiros  | Fluminense   | Paulistano Botafogo   |
| 2011 | Fluminense | Pinheiros    | SESI Botafogo         |
| 2012 | Fluminense | Pinheiros    | SESI Botafogo         |
| 2013 | Fluminense | SESI         | Pinheiros Botafogo    |
| 2014 | SESI       | Pinheiros    | Paulistano Fluminense |
| 2015 | Botafogo   | SESI         | Pinheiros Paulistano  |

### Liga PAB
| Ano  | Campeão   | Vice-campeão | Semifinalistas        |
| ---- | --------- | ------------ | --------------------- |
| 2016 | SESI      | Fluminense   | Pinheiros Paineiras   |
| 2017 | SESI      | Fluminense   | Pinheiros Botafogo    |
| 2018 | Pinheiros | SESI         | Paulistano Fluminense |
| 2019 | Pinheiros | SESI         | Botafogo Fluminense   |
| 2020 | Pinheiros | SESI         | Fluminense Flamengo   |

### Títulos por clubes
| Clube      | Conquistas | Anos dos Títulos                                                    |
| ---------- | ---------- | ------------------------------------------------------------------- |
| Fluminense | 10         | 1997 / 1998 / 1999 / 2000 / 2001 / 2003 / 2006 / 2011 / 2012 / 2013 |
| Pinheiros  | 8          | 2004 / 2007 / 2008 / 2009 / 2010 / 2018 / 2019 / 2020               |
| Botafogo   | 4          | 1995 / 1996 / 2005 / 2015                                           |
| SESI       | 3          | 2014 / 2016 / 2017                                                  |
| Guanabara  | 1          | 2002                                                                |
| Flamengo   | 1          | 1994                                                                |

### Títulos por estado
- Rio de Janeiro - 16
- São Paulo - 11

## CAMPEÕES no FEMININO

### Troféu João Havelange
| Ano  | Campeão   |
| ---- | --------- |
| 2004 | Pinheiros |
| 2005 | Pinheiros |
| 2006 | Pinheiros |
| 2007 | Pinheiros |
| 2008 | Pinheiros |

### Troféu Olga Pinciroli (Liga Nacional Feminina)
| Ano  | Campeão   | Vice-campeão | Semifinalistas      |
| ---- | --------- | ------------ | ------------------- |
| 2009 | Pinheiros | Paulistano   | Botafogo Flamengo   |
| 2010 | Flamengo  | Pinheiros    | Paulistano Botafogo |
| 2011 | Pinheiros | Paulistano   | Flamengo Botafogo   |
| 2012 | Pinheiros | Flamengo     | Botafogo Paulistano |
| 2013 | Pinheiros | Paulistano   | Flamengo Botafogo   |
| 2014 | Pinheiros | Paulistano   | Botafogo Flamengo   |
| 2015 | Flamengo  | Paulistano   | Botafogo não houve  |

### Liga PAB
| Ano  | Campeão   | Vice-campeão | Semifinalistas       |
| ---- | --------- | ------------ | -------------------- |
| 2016 | Flamengo  | Pinheiros    | SESI Paineiras       |
| 2017 | Flamengo  | Pinheiros    | ABDA Bauru SESI      |
| 2018 | Flamengo  | SESI         | Pinheiros ABDA Bauru |
| 2019 | Pinheiros | Flamengo     | SESI ABDA Bauru      |
| 2020 | Pinheiros | ABDA Bauru   | Flamengo SESI        |

### Títulos por clubes
| Clube     | Conquistas | Anos dos Títulos                                                                  |
| --------- | ---------- | --------------------------------------------------------------------------------- |
| Pinheiros | 12         | 2004 / 2005 / 2006 / 2007 / 2008 / 2009 / 2011 / 2012 / 2013 / 2014 / 2019 / 2020 |
| Flamengo  | 5          | 2010 / 2015 / 2016 / 2017 / 2018                                                  |

### Títulos por estado
- São Paulo - 12
- Rio de Janeiro - 5